# پیتر بیلینگ
پیتر بیلینگ (انگلیسی: Peter Billing؛ زادهٔ ۲۴ اکتبر ۱۹۶۴) بازیکن فوتبال اهل بریتانیا است.
از باشگاه‌هایی که در آن بازی کرده‌است می‌توان به باشگاه فوتبال هارتل پول یونایتد، باشگاه فوتبال کرو آلکساندرا، باشگاه فوتبال کاونتری سیتی، باشگاه فوتبال اورتون، باشگاه فوتبال نورتویچ ویکتوریا، و باشگاه فوتبال پورت ویل اشاره کرد.